# Sfakiotes
Sfakiotes (in greco Σφακιώτες?) è un ex comune della Grecia nella periferia delle Isole Ionie (unità periferica della Leucade, sull'omonima isola) con 1.862 abitanti secondo i dati del censimento 2001.
È stato soppresso a seguito della riforma amministrativa, detta Programma Callicrate, in vigore dal gennaio 2011 ed è ora compreso nel comune di Leucade.

## Località
Sfakiotes è suddiviso nelle seguenti comunità:
- Asprogerakata
- Drymonas
- Exanthia
- Kavallos
- Lazarata
- Pinakochori
- Spanochori

## Amministrazione

### Gemellaggi
- Leverano